# Fallou Fall
Fallou Fall (* 15. April 2004 in Rufisque) ist ein senegalesischer Fußballspieler, der aktuell bei St. Louis City in der MLS unter Vertrag steht.

## Karriere

### Verein
Fall wechselte im Sommer 2022 zum FK Grafičar Belgrad. Dort schoss er im Jahr 2022 in 14 Einsätzen in der Prva Liga ein Tor, kam einmal im Pokal zum Einsatz und spielte auch noch für die U19-Mannschaft.
Ende Januar 2023 wechselte er nach Frankreich zum Erstligisten Stade Reims. Dort debütierte er nach mehreren Partien für die Zweitmannschaft in der National 2 am vorletzten Spieltag nach Einwechslung gegen Olympique Lyon für die Profimannschaft in der Ligue 1. Die blieb auch sein einziger Profieinsatz 2022/23. Die gesamte Spielzeit 2023/24 verbrachte er mit der in die National 3 abgestiegenen zweiten Mannschaft und stand lediglich einmal im Spieltagskader der Profis.
Im Sommer 2024 wurde Fall für ein Jahr an den norwegischen Erstligisten Fredrikstad FK verliehen. Im Sommer 2025 zog Fredrikstad die Kaufoption und verkaufte ihn direkt weiter an St. Louis. 

### Nationalmannschaft
Im September 2022 bestritt Fall zwei Freundschaftsspiele mit der senegalesischen U23-Auswahl, wobei er beide Male von Beginn an spielte.